# П'ятнадцятирічний капітан (фільм, 1945)
«П'ятнадцятирічний капітан» (рос. Пятнадцатилетний капитан) — радянський чорно-білий кінофільм 1945 року, екранізація однойменного роману Жюля Верна, знятий на студії «Союздитфільм».

## Сюжет
Китобійна шхуна-бриг (бригантина) «Пілігрим» під командуванням бувалого капітана Гуля прибуває в Окленд, де бере на борт пасажирів — сім'ю судновласника Джеймса Уелдона. У відкритому морі мандрівники зустрічають дрейфуючі уламки судна, на яких знаходять кілька виживших негрів. Незабаром капітан разом з іншими китобоями відправляється на шлюпці полювати на китів і пропадає в океані. П'ятнадцятирічному юнзі Діку Сенду разом зі звільненими чорними невільниками доводиться замінити і капітана і матросів, щоб доставити пасажирів до Південної Америки. Однак через зраду підступного суднового кока Негоро, колишнього работорговця, замість Америки шхуна припливає до берегів Анголи, де її викидає на берег. Заглибившись в джунглі, Дік і його супутники потрапляють в полон до місцевих торговців рабами, проте найсильнішому з негрів — Геркулесу — вдається втекти. Негоро, що приєднався до работорговців, бажає отримати викуп за дружину і сина судновласника Уелдона. Відважному Діку за допомогою Геркулеса, що переодягнувся чаклуном-мганнгою, належить врятувати команду і пасажирів, а також помститися лиходіям за всі їх злочини.

## У ролях
- Всеволод Ларіонов —  Дік Сенд
- Олександр Хвиля —  капітан Гуль
- Михайло Астангов —  Негоро
- Олена Ізмайлова —  місіс Уелдон
- Азарік Мессерер —  Джеккі
- Павло Суханов —  кузен Бенедикт
- Вейланд Родд —  Геркулес
- Віктор Кулаков —  Гарріс
- Коретті Арле-Тіц —  Нен
- Осип Абдулов —  Жозе-Антоніу Альвец
- Сергій Ценін —  Ворбі
- Арам Кук —  Томас
- Іван Бобров —  король Муан-Лунг
- Карл Гурняк — епізод
- Георгій Бударов — Ендерс, боцман
- Микола Кутузов — португалець
- Георгій Мілляр — тубілець

## Знімальна група
- Художній керівник: Леонід Луков
- Сценарій: Георгій Гребнер, Василь Журавльов
- Режисер-постановник: Василь Журавльов
- Оператор: Юлій Фогельман
- Композитор: Микита Богословський
- Звукооператор: Микола Озорнов
- Художники: Сергій Козловський, Олександр Діхтяр
- Комбіновані зйомки: К. Алексєєв, Ю. Лупандін
- Директор картини: В. Кренський
- Другий режисер: Марія Сауц
- Другий оператор: Лідія Дико
- Художник по костюмах: Ольга Кручиніна
- Художник-гример: Анатолій Іванов
- Асистенти режисера: Н. Поплавський, Генріх Оганесян
- Асистенти по монтажу: Г. Шимкович, О. Тисовська
- Оркестр комітету у справах кінематографії при РНК СРСР під керуванням Давида Блока